# Орден заслуга за Савезну Републику Југославију
Орден заслуга за Савезну Републику Југославију је било одликовање Савезне Републике Југославије и Државне заједнице Србије и Црне Горе.
Орден је установљен 4. децембра 1998. године доношењем Закона о одликовањима СРЈ. Додељивао се за: „заслуге за државу и грађане Савезне Републике Југославије“.
Орден заслуга за Савезну Републику Југославију је установљен по узору на Орден Републике из времена СФР Југославије. Орден је у потпуности задржао изглед претходног Ордена, с тим што је грб СФРЈ, који се налазио у центру Ордена, замењен је грбом СРЈ.
Додељивао га је председник Републике, а касније председник Државне заједнице СЦГ.

### Изглед и траке одликовања
Орден заслуга за Савезну Републику Југославију првог степена израђен је од позлаћеног сребра. Основу ордена чини петокрака звезда, пречника 51мм, у чијим се заобљеним крацима налази пет удубљења која су испуњена белим емајлом. Краци звезде и удубљења оивичени су позлаћеним сребром. Краци звезде повезани су зракасто канелираним пољем, пречника 38мм, на коме је уграђено пет петокраких звезда од рубинско-црвеног емајла оивичених позлаћеним сребром, пречника 8мм. На средишњем делу ордена налази се затворени круг на коме је угравиран исплетени венац, пречника 22мм, ширине 3мм, на коме је уграђено 6 брушених белих камена. У средишњи део, на белој емајлираној подлози, уграђен је златни пластични грб Савезне Републике Југославије. Врпца ордена израђена је од беле моариране свиле, ширине 36мм, са плавнм, белим и црвеним усправним пругама на оба краја врпце, ширине по 2мм. На средини врпце налази се позлаћени минијатурни грб Савезне Републике Југославије, висине 7мм. Орден заслуга са Савезну Републику Југославију првог степена носи се на десној страни груди.
Орден заслуга за Савезну Републику Југославију другог степена израђен је од легура бакра и цинка. По композицији и величини исти је као и Орден заслуга за Савезну Републику Југославију првог степена, али је уместо позлаћеног венца, венац од патинираног сребра, без брушених белих камена, а грб Савезне Републике Југославије је позлаћен. Врпца је по боји и величини иста као и врпца Ордена эаслуга за Савезну Републику Југославију првог степена, али је минијатурни грб Савезне Републике Југославије посребрено патиниран. Орден заслуга за Савезну Републику Југославију другог степена носи се на десној страни груди.
Орден заслуга за Савезну Републику Југославију трећег степена је по композицији, материјалу и величини исти као и Орден заслуга за Савезну Републику Југославију другог степена, али су сви метални делови бронзано патинирани. Врпца је по боји и величини иста као и врпца Ордена эаслуга за Савезну Републику Југославију другог степена, али је минијатурни грб Савезне Републике Југославије бронзано патиниран. Орден заслуга за Савезну Републику Југославију трећег степена носи се на десној страни груди.
| Орден првог реда | Орден другог реда | Орден трећег реда |
| ---------------- | ----------------- | ----------------- |
| Траке одликовања |                   |                   |
|                  |                   |                   |

## Добитници
- Радио-аматери СРЈ за свој допринос одбрани земље од НАТО агресије.[2]